# Formicivoor

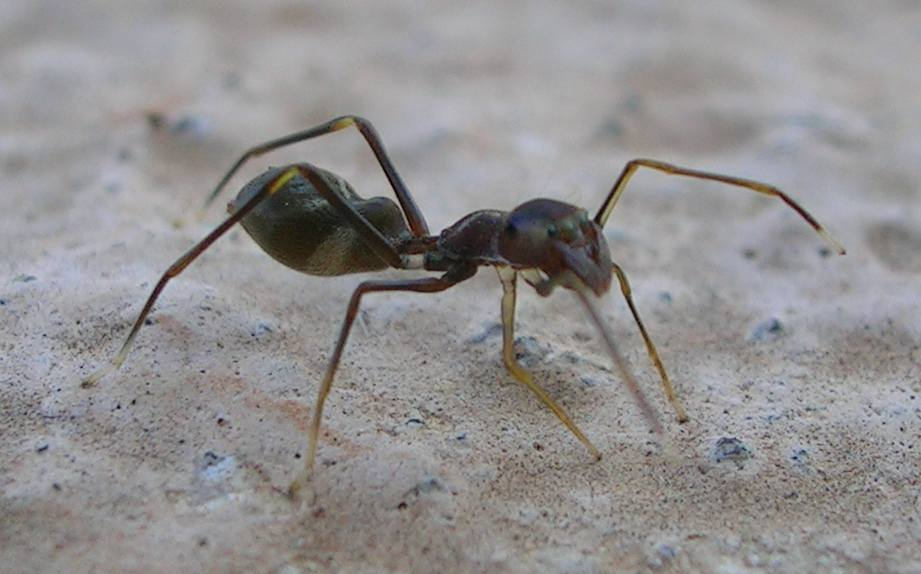
Deze 'mier' is in werkelijkheid een spin die op mieren jaagt. Door zijn mier-achtige uiterlijk kan de spin zich tussen de mieren begeven, zonder dat deze hun vijand opmerken.

Formicivoor betekent mierenetend,  en slaat op dieren uit verschillende groepen. Er zijn zowel zoogdieren, reptielen, vogels als geleedpotigen die voornamelijk van mieren leven. Ook dieren die termieten eten worden vaak formicivoor genoemd, hoewel termieten een eigen orde hebben (Isoptera), mieren vallen onder de vliesvleugeligen of wesp-achtigen (Hymenoptera). De formicivoren vormen een specifieke categorie binnen de groep van de insectivoren of insecteneters (niet te verwarren met de orde Eulipotyphla, ook wel "Insecteneters" genoemd).
Miereneters in de strikte zin van het woord hebben vaak aanpassingen om de relatief harde en niet erg voedzame mieren te verteren. Ook hebben ze dikwijls een lange tong of scherpe klauwen om de mieren op te likken en de nesten open te breken.
Omdat mieren niet erg voedzaam zijn, wordt meestal gedurende korte tijd een grote hoeveelheid mieren weggewerkt om aan voldoende voedingsstoffen te komen. Hierdoor hebben formicivore dieren vaak een relatief grote maag. Sommige dieren eten liever de poppen en larven van mieren, omdat deze geen harde delen hebben en voedzamer zijn.
Voorbeelden van dieren die alleen mieren of termieten eten zijn de miereneters, een groep zoogdieren uit Midden- en Zuid-Amerika en de mierenegel, een eierleggend zoogdier uit Australië. De schubdieren uit Afrika en Azië leven eveneens van mieren en termieten, evenals het Afrikaanse aardvarken en de aardwolf, een aan de hyena's verwant roofdier.
Hagedissen die strikt formicivoor zijn zijn de bergduivel, de doornstaartboomleguaan, de Zuid-Afrikaanse pootloze skink, de padhagedis en het gevlekt vliegend draakje. De slanke wormslang is een voorbeeld van een slang die (de poppen van) mieren eet, de oostelijke smalbekpad is een mierenetende kikker. 
Er zijn ook dieren die wel graag mieren eten, maar niet als formicivoor worden beschouwd omdat ze ook andere voedingsbronnen aanspreken. Een voorbeeld is de groene specht, die graag rode bosmieren eet maar daarnaast leeft van insectenlarven en bessen. Ook de larve van de mierenleeuwjuffer, die mieren en andere kleine geleedpotigen in een valkuil vangt, is, anders dan zijn naam doet vermoeden, geen zuivere formicivoor.

## Foto's van formicivoren

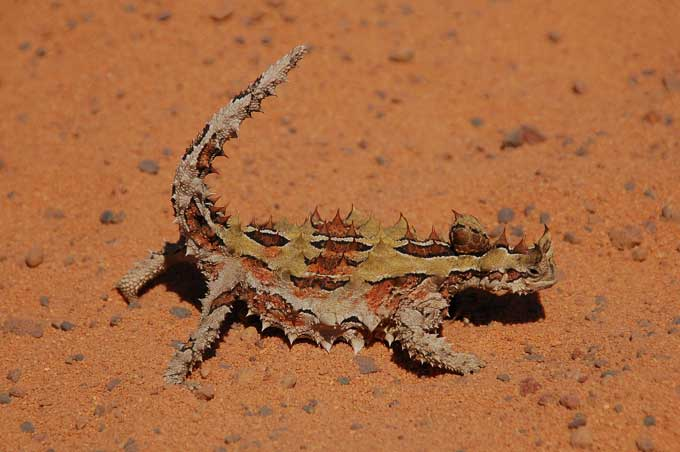
Bergduivel (Moloch horridus)
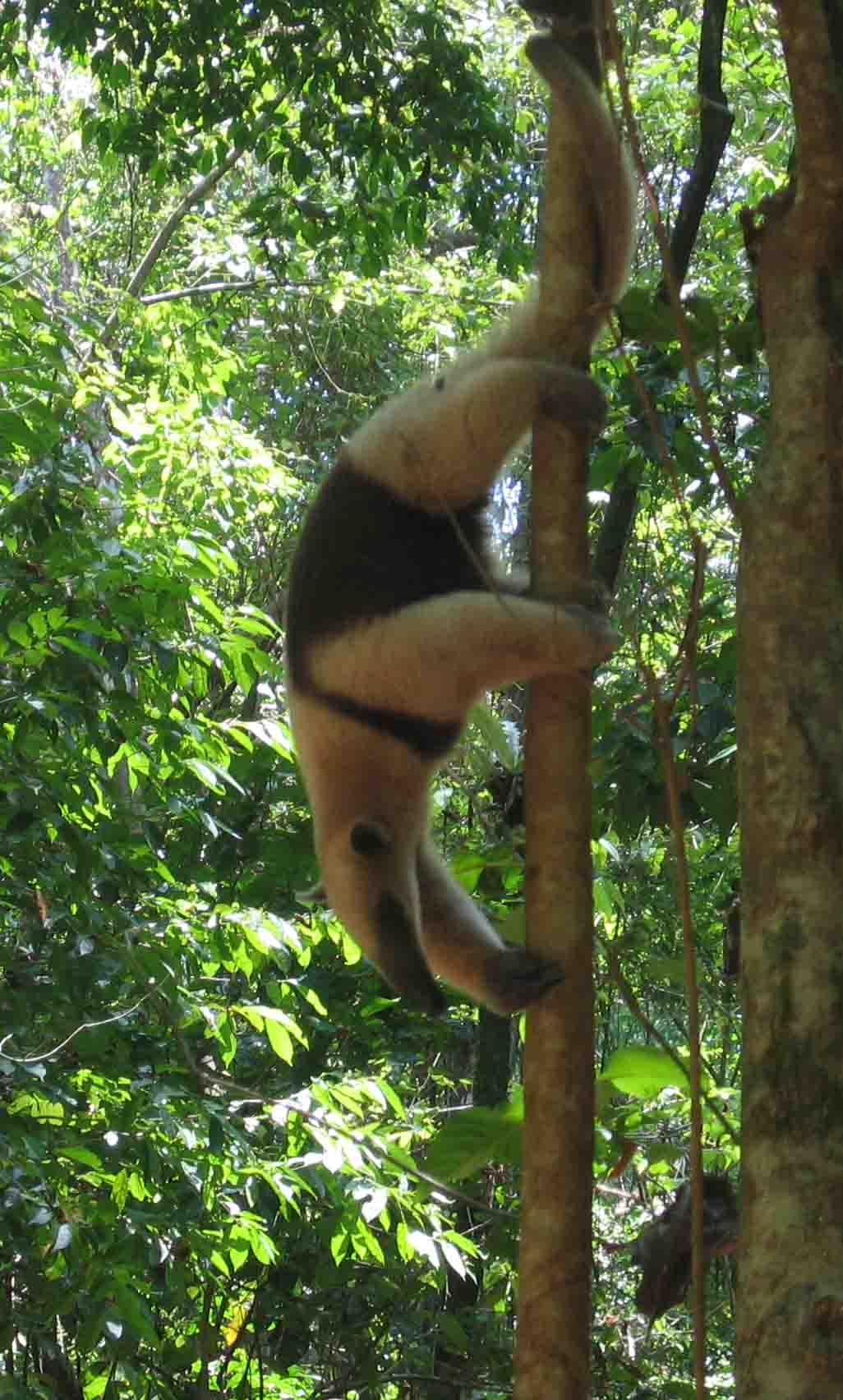
Noordelijke boommiereneter (Tamandua mexicana)
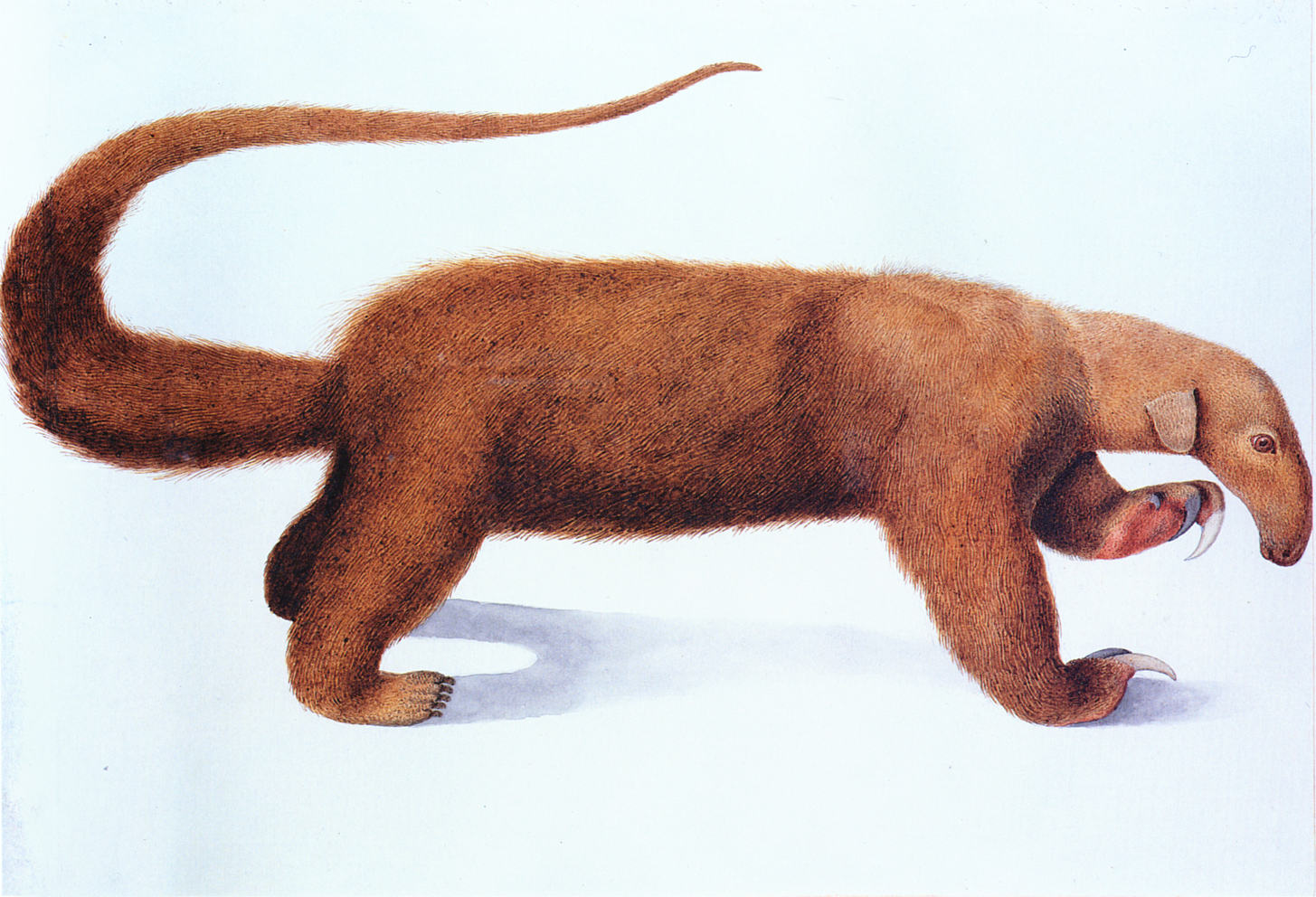
Zuidelijke boommiereneter (Tamandua tetradactyla)
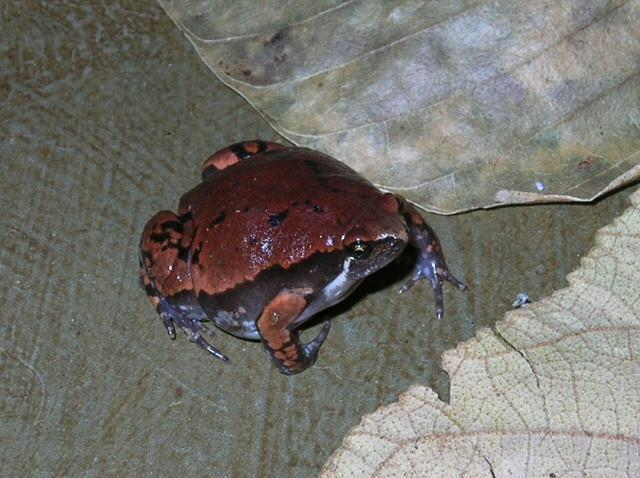
Oostelijke smalbekpad (Gastrophryne carolinensis)